# انتخابات ریاست‌جمهوری صربستان (۲۰۱۷)
انتخابات ریاست‌جمهوری صربستان در ۲ آوریل ۲۰۱۷ برابر با ۱۳ فروردین ۱۳۹۶ برگزار شد. این یازدهمین انتخابات ریاست‌جمهوری از زمان پیدایش این مقام تشریفاتی در سال ۱۹۹۰ است. تومیسلاو نیکولیچ رئیس‌جمهور وقت صربستان، می‌توانست برای یک دورهٔ پنج‌سالهٔ دیگر نامزد انتخابات شود اما ترجیح داد این کار را نکند. در دور نخست، الکساندر ووچیچ، نخست‌وزیر وقت صربستان توانست به طور قاطع به عنوان رئیس‌جمهور انتخاب شود. ووچیچ طرفدار پیوستن به اتحادیه اروپا و گسترش مناسبات با روسیه است.

## روش
رئیس‌جمهور صربستان با روش دومرحله‌ای برای یک دورهٔ پنج‌ساله انتخاب می‌شود.

## نامزدها
سیاستمداران مختلفی تا دسامبر ۲۰۱۶ برای شرکت در انتخابات صربستان ابراز آمادگی کردند. در کنار تومیسلاو نیکولیچ رئیس‌جمهور فعلی، افراد دیگری نظیر ووجیسلاو ششلی از حزب رادیکال صربی، راسیم لیاییچ از حزب سوسیال دموکراتیک صربستان، ایویتسا داچیچ از حزب سوسیالیست صربستان، بوشکو اوبرادوویچ از حزب دوری صربسکه، الکساندر پوپوویچ از حزب دموکراتیک صربستان، دوشان یانیچ از حزب اکتیو صربستان و نامزدهای مستقلی به نام‌های ساشا میرکوویچ و ساشا یانکوویچ برای نامزدی اعلام آمادگی کرده‌اند.
در نهایت کمیسیون انتخابات صربستان نامزدی یازده نفر را تأیید کرد.

## نظرسنجی‌ها
در ۹ دسامبر ۲۰۱۶ «آژانس فاکتور پلاس» به صورت تلفنی از ۱۱۸۰ صرب بالغ (خارج از کوزوو) که به طور تصادفی انتخاب شده بودند دو پرسش بازپاسخ پرسید. یک پرسش با این فرض که الکساندر ووچیچ نخست‌وزیر فعلی در مقام خود باقی بماند و پرسش دیگر اینکه وی برای ریاست‌جمهوری نامزد شود. در هر دو صورت پرسش‌شوندگان باید تمایل خود را اعلام می‌کردند.
| نامزد محبوب      | درصد  |
| ---------------- | ----- |
| تومیسلاو نیکولیچ | ۳۲(٪) |
| ووک یرمیچ        | ۱۹(٪) |
| ووجیسلاو ششلی    | ۱۷(٪) |
| دراگان شوتانواک  | ۸(٪)  |
| ساشا یانکوویچ    | ۷(٪)  |

| تاریخ  | مؤسسه مجری  | ووچیچ  | یانکوویچ    | ششلی | یرمیچ | اوبرادوویچ | ماکسیموویچ | پوپوویچ | استامتوویچ | پاروویچ | چاناک | رادولوویچ | پیش  |      |      |      |
| ------ | ----------- | ------ | ----------- | ---- | ----- | ---------- | ---------- | ------- | ---------- | ------- | ----- | --------- | ---- | ---- | ---- | ---- |
| تاریخ  | مؤسسه مجری  | 25 Mar | Faktor Plus | ۵۳٫۳ | ۱۵٫۱  | ۵٫۵        | ۸٫۶        | ۲٫۸     | ۷٫۵        | <۳٫۰    | ۲٫۰   | <۳٫۰      | پیش  | <۳٫۰ | <۳٫۰ | ۳۸٫۲ |
| 22 Mar | Ninamedia   | ۵۰٫۰   | ۱۲٫۵        | ۷٫۱  | ۷٫۲   | <۵٫۰       | ۱۱٫۹       | <۵٫۰    | <۵٫۰       | <۵٫۰    | <۵٫۰  | <۵٫۰      | ۳۷٫۵ |      |      |      |
| 18 Mar | Ipsos       | ۵۳٫۰   | ۱۰٫۶        | ۸٫۷  | ۶٫۹   | ۳٫۵        | ۱۱٫۰       | ۱٫۱     | ۱٫۵        | ۰٫۳     | ۱٫۷   | ۱٫۷       | ۴۲٫۰ |      |      |      |
| 17 Mar | Demostat    | ۵۷٫۰   | ۱۱٫۰        | ۸٫۰  | ۹٫۰   | ۳٫۰        | ۳٫۰        | <۳٫۰    | <۳٫۰       | <۳٫۰    | <۳٫۰  | <۳٫۰      | ۴۶٫۰ |      |      |      |
| 16 Mar | NSPM        | ۵۴٫۹   | ۱۰٫۸        | ۷٫۰  | ۱۱٫۱  | ۳٫۳        | ۷٫۹        | ۰٫۹     | ۰٫۷        | ۰٫۴     | ۱٫۰   | ۲٫۱       | ۴۳٫۸ |      |      |      |
| 7 Mar  | Faktor Plus | ۵۳٫۱   | ۱۴٫۵        | ۱۱٫۰ | ۱۱٫۱  | ۳٫۹        | -          | -       | ۲٫۰        | -       | <۲٫۰  | ۲٫۴       | ۳۸٫۶ |      |      |      |
| 28 Feb | Ipsos       | ۵۲٫۳   | ۱۳٫۹        | ۱۱٫۰ | ۱۳٫۳  | ۳٫۷        | -          | ۰٫۸     | ۰٫۸        | -       | ۱٫۷   | -         | ۳۸٫۴ |      |      |      |

## نتایج
| نامزد                         | حزب                               | رای       | ٪     |
| ----------------------------- | --------------------------------- | --------- | ----- |
| الکساندر ووچیچ                | حزب ترقی‌خواه صربستان              | ۲٬۰۱۲٬۷۸۸ | ۵۶٫۰۱ |
| ساشا یانکوویچ                 | مستقل                             | ۵۹۷٬۷۲۸   | ۱۶٫۶۳ |
| لوکا ماکسیموویچ               | مستقل                             | ۳۴۴٬۴۹۸   | ۹٫۵۹  |
| ووک یرمیچ                     | مستقل                             | ۲۰۶٬۶۷۶   | ۵٫۷۵  |
| ووجیسلاو ششلی                 | حزب رادیکال صربستان               | ۱۶۳٬۸۰۲   | ۴٫۵۶  |
| بوشکو اوبرادوویچ              | Dveri                             | ۸۳٬۵۲۳    | ۲٫۳۲  |
| ساشا رادولوویچ                | حزب دیگر کافی است                 | ۵۱٬۶۵۱    | ۱٫۴۴  |
| میلان استاماتوویچ             | مستقل                             | ۴۲٬۱۹۳    | ۱٫۱۷  |
| نناد چاناک                    | اتحاد سوسیال دموکرات‌های ووجوودینا | ۴۱٬۰۷۰    | ۱٫۱۴  |
| الکساندر پوپوویچ              | حزب دموکراتیک صربستان             | ۳۸٬۱۶۷    | ۱٫۰۶  |
| میروسلاو پاروویچ              | جنبش ملی آزادی                    | ۱۱٬۵۴۰    | ۰٫۳۲  |
| آرای سفید/باطله               | آرای سفید/باطله                   | ۶۱٬۷۲۹    | –     |
| مجموع                         | مجموع                             | ۳٬۶۵۵٬۳۶۵ | ۱۰۰   |
| رأی‌دهندگان نام‌نویسی‌شده/مشارکت | رأی‌دهندگان نام‌نویسی‌شده/مشارکت     |           | ۵۴٫۳۶ |
| منبع: RIK                     |                                   |           |       |

از آنجا که ووچیچ توانست در دور نخست بیش از ۵۰٪ آرا را بدست آورد، دور دوم برگزار نخواهد شد.